# Tentative d'assassinat de Léopold II
La tentative d'assassinat de Léopold II a lieu le 15 novembre 1902, lorsque Gennaro Rubino, membre du milieu anarchiste, tente de tuer le roi Léopold II, lors du passage de sa calèche sur la place de la Bourse à Bruxelles. Léopold II revenait d'un service religieux à l'occasion de la fête du roi, en la mémoire de sa mère, la reine Louise et de sa défunte épouse, la reine Marie-Henriette, décédée deux mois plus tôt. Rubino ne réussit cependant qu'à blesser légèrement le grand maréchal de la cour John d'Oultremont.

## Contexte politique

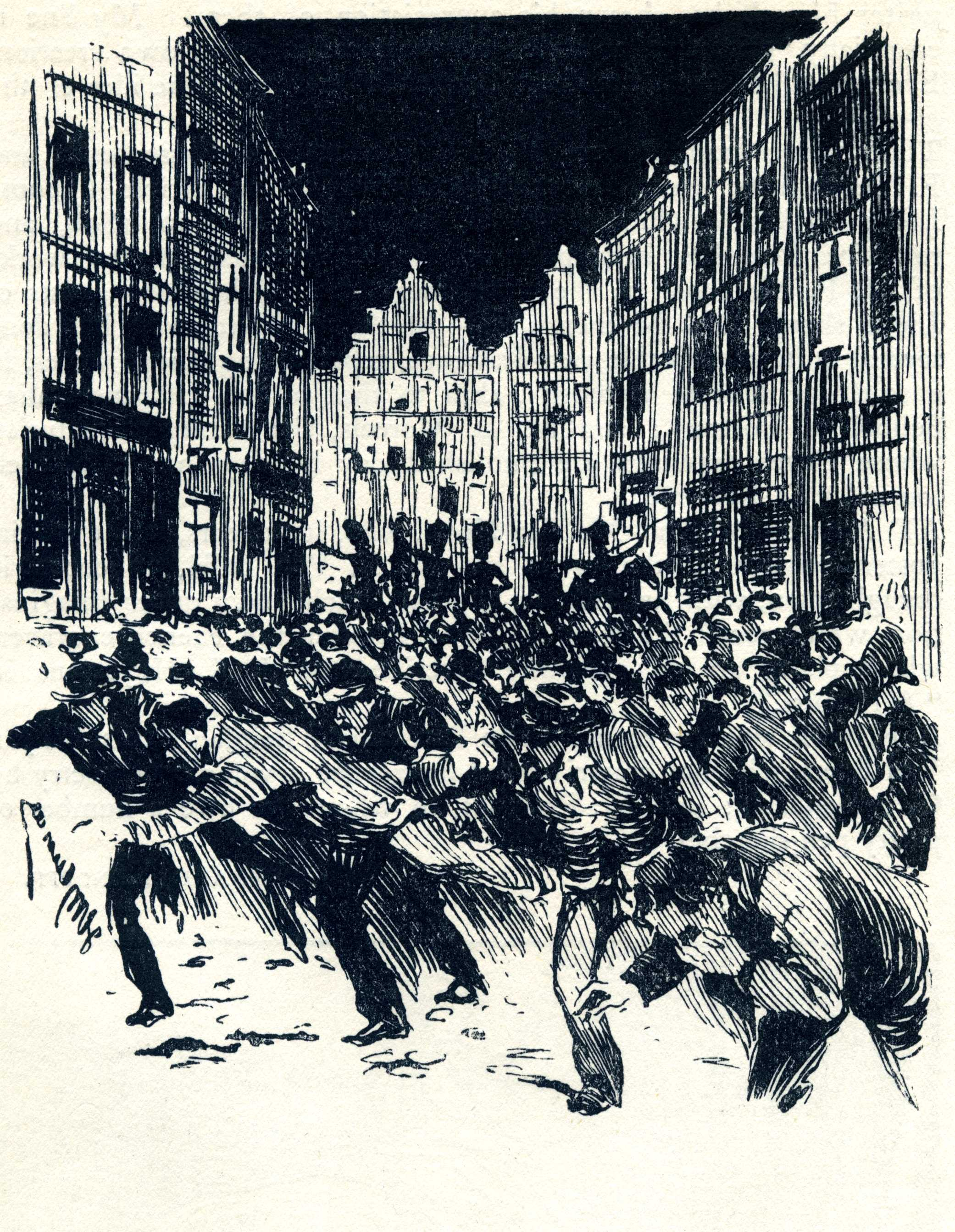
Représentation de la grève de 1902 par Henri Meunier.

La Belgique fait face à une première grève générale en 1893 déclenchée à la suite du blocage d'une proposition visant à modifier le droit de vote et à obtenir le suffrage universel. Des affrontements éclatent entre grévistes et militaires en avril 1893. Treize manifestants sont tués (une femme à Jolimont, cinq à Mons et sept à Borgerhout). Dans le contexte de ces manifestations, le 18 avril 1893, le Parlement accélère ses travaux et adopte une nouvelle formulation de l'article 47 de la Constitution, aujourd'hui 61, qui instaure le suffrage universel masculin cependant tempéré par le vote plural.
En avril 1902, une deuxième grève générale éclate visant à imposer une nouvelle réforme électorale et notamment la fin du système de vote plural. Des incidents sanglants provoquent la mort de onze manifestants (deux tués à Houdeng-Aimeries, trois à Bruxelles et six à Louvain). Cette grève est initialement provoquée par les mineurs de charbon de la province de Liège, mécontents de leurs mauvaises conditions de vie, avant de s'étendre dans le pays. Elle est également soutenue par les anarchistes qui croyaient qu'une grève générale pouvait devenir une révolution à part entière. Elle dure du 10 au 20 avril et constitue la deuxième grève générale de l'histoire de Belgique, mais ne réussit pas à atteindre ses objectifs. À la suite de ces troubles à travers l'ensemble du pays, la popularité du roi Léopold II est gravement touchée, et les craintes d'une révolution anarchiste se font ressentir.

## Gennaro Rubino
Gennaro Rubino est né à Bitonto, dans le royaume des Deux-Siciles, en 1859, durant la période du Risorgimento. Son père était forgeron et sa mère est décédée alors qu'il avait moins d'un an. Après une enfance dans la misère, il acquiert des idées rebelles avec un besoin de résister à la misère et à l'injustice, il s'engage dans l'armée italienne en 1878, dans l'espoir d'y poursuivre ses études. La discipline militaire n'étant pas pour lui, en 1884, il fut rétrogradé et condamné à cinq ans de prison pour avoir écrit des articles subversifs dans un magazine républicain. En 1887, il fut libéré et retourna à Bitonto. Il y épousa une enseignante atteinte de troubles mentaux. Exerçant la profession de comptable, il fut condamné à quatre ans de prison en 1893 pour faux et escroquerie, après avoir purgé sa peine de prison, il émigra en Angleterre.

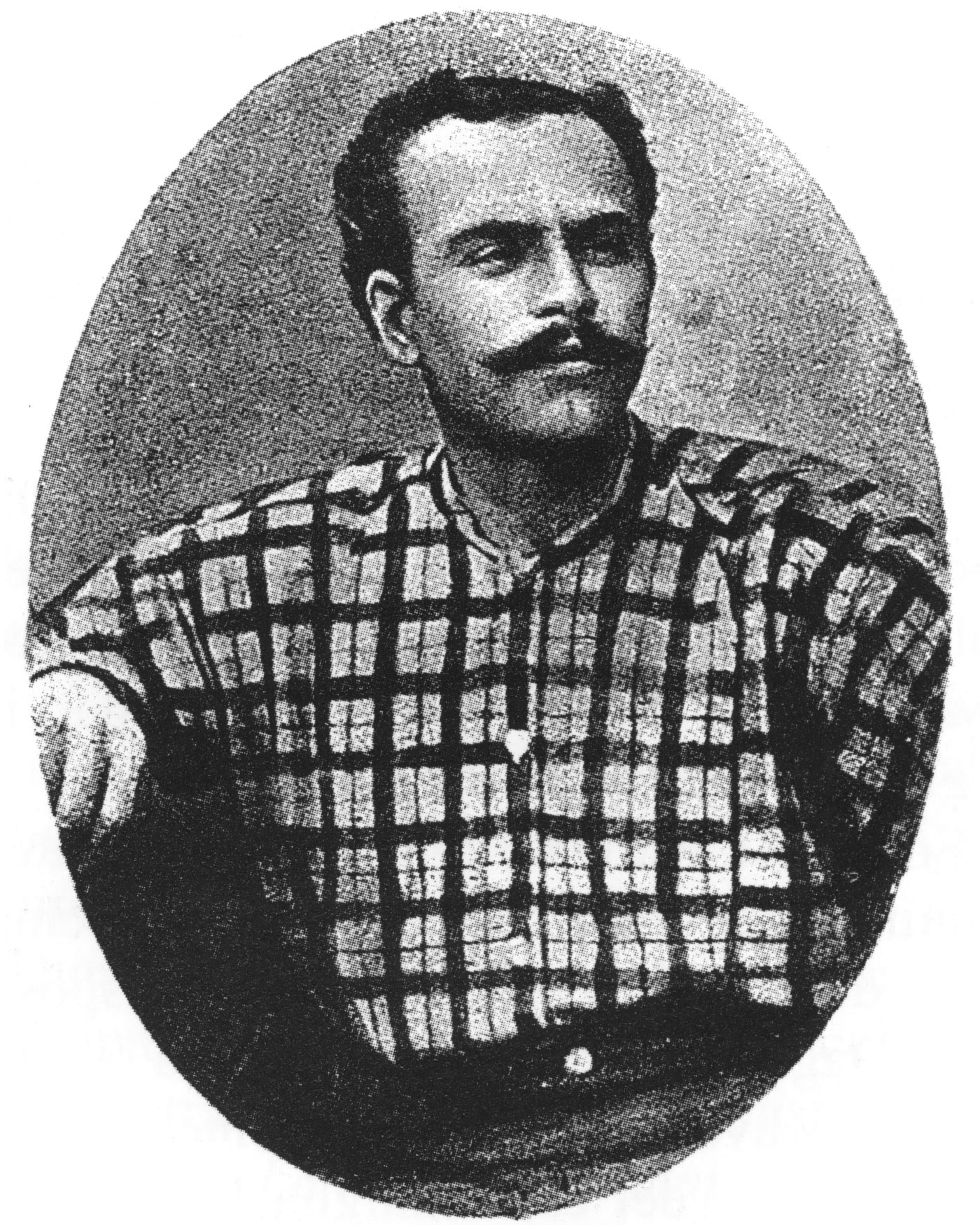
Gennaro Rubino en 1894.

Une fois au Royaume-Uni, pour gagner sa vie, il entra au service des services secrets italiens avec pour mission d'espionner les organisations anarchistes. Il ne resta pas longtemps en service, car on découvrit qu'il sympathisait avec les anarchistes. En mai 1902, les anarchistes découvrirent les liens de Rubino avec les services secrets italiens et la presse anarchiste le dénonça comme un espion. Des anarchistes comme Errico Malatesta et Louise Michel l'ont convoqué pour s'expliquer. Pour prouver sa loyauté envers l'anarchisme, Rubino décida de commettre une tentative d'assassinat, il aurait annoncé qu'il effectuerait un acte de purification.

## Déroulement
Rubino arrive en Belgique fin octobre 1902, il s'installe au 21 de la rue des bouchers à Bruxelles dans les Galeries royales Saint-Hubert. Durant son séjour, il achète des photos des membres de la famille royale, pour savoir identifier le roi, il prévoit son attentat pour le 15 novembre dès qu'il apprend l'existence de la Fête du Roi à laquelle la famille royale assiste traditionnellement à la cathédrale Saints-Michel-et-Gudule de Bruxelles.
Au retour de la famille royale revenant du service religieux, Rubino aperçoit le cortège formé par les trois voitures de la Cour dans la rue royale. Décidé à utiliser son arme, le nombre important de spectateurs le gêne, de plus, son revolver reste coincé dans la doublure de sa veste. Lorsqu'il est en mesure de l'utiliser au niveau de la place de la bourse, les voitures de Léopold II et des princesses Clémentine et Élisabeth sont déjà passées. Il tire à deux ou trois reprises sur la troisième voiture, croyant viser le roi, mais en réalité c'est le maréchal de la cour John d'Oultremont, qu'il ne parvient d'ailleurs pas à atteindre. Son geste ne cause aucune victime. Rubino est rapidement attaqué par une foule en colère qui crie À mort ! et Vive le Roi ! La police arrête l’anarchiste qu'elle soustrait des mains de la foule en colère.

## Suites et conséquences
Au commissariat de police, Rubino a indiqué qu'il n'avait aucun remords et a déclaré qu'il n'avait pas de complice, même s'il y avait des doutes à ce sujet car le revolver n'a pas été récupéré. Une partie du mémoire de défense de Rubino, qu'il a rédigé pendant sa captivité, était intitulée : « Comment m'est venue l'idée de tuer un roi ». Pourquoi est-il devenu le roi des Belges ? Selon l'historienne Anne Morelli, ce n'est pas pour se venger des atrocités perpétrées dans l'État indépendant du Congo dont Léopold II a été tenu pour responsable dans la presse anglo-saxonne. Le choix de Léopold II était une coïncidence. Au Royaume-Uni, un régicide contre le roi Édouard VII ne provoquerait pas d'explosion révolutionnaire car la monarchie était trop populaire, pensait Rubino ; alors qu'en Belgique, les récentes grèves avaient mis à mal le pouvoir royal. Un soulèvement prolétarien était possible en Belgique, pensait-il. La pensée révolutionnaire avait été stimulée en avril 1894 et au printemps 1902, accompagnée d'une agitation de rue pour introduire le droit de vote unique universel. Il termine sa déclaration par : « Pour ces raisons je suis parti en Belgique, pour venger, en même temps que ma propre misère, la misère des prolétaires, et tuer le roi, dans l'espoir d'une révolution ».
Lors de son procès devant la cour d'assises du Brabant en février 1903, Rubino fut reconnu coupable et condamné aux travaux forcés à perpétuité et à l'isolement. Il fut représenté par Émile Royer et Charles Gheude. En plus d'écrire ses mémoires et ses soutenances, il traduisit plusieurs livres de l'italien vers le français. Il espérait être libéré en 1912, mais cet espoir s'est avéré vain, son isolement total, sans visiteurs ni contact avec ses codétenus, l'a conduit à la folie. Il mourut, probablement des suites de la grippe espagnole et de la folie, le 14 mars 1918 dans la prison de Louvain, non loin du monument aux ouvriers décédés qu'il voulait venger.